# 霍兰 (纽约州)
霍兰（英語：Holland）是美国纽约州伊利县的一个镇，地处伊利县东南部，并位于布法罗东南。2010年美国人口普查时，该镇有3401人。霍兰镇建于1818年，其名称来源于荷兰土地公司。该公司原先是纽约州西部大多数土地的拥有者。